# کوهومادا
کوهومادا (به لاتین: Kohomada) یک منطقهٔ مسکونی در سری‌لانکا است که در استان مرکزی (سری‌لانکا) واقع شده‌است.